# Appius Claudius Pulcher (Kr. e. 54)
Appius Claudius Pulcher (? – Kr. e. 48) római politikus, a patricius Claudiusok nemzetségének tagja, a Kr. e. 89-ben praetori rangot viselő Appius Claudius Pulcher fia volt.

## Családja
Apja előkelő, ám némiképp elszegényedett patríciuscsalád sarja volt, édesanyja pedig Quintus Caecilius Metellus Balearicus lánya. Két öccse ismert, mindketten előtte haltak meg: Caius Kr. e. 56-ban praetorságig vitte, a Clodiusként elhíresült Publius pedig néptribunusként a néppárt legharciasabb alakja volt. Három lánytestvéréről is tudunk, egyikük Lucullus, másikuk Quintus Caecilius Metellus Celer, a harmadik pedig Quintus Marcius Rex felesége volt.
Felesége nem ismert, de két Claudia Pulchrának nevezett leánygyermekét is ismerjük, az egyiket Marcus Brutushoz, a másikat Pompeiushoz adta feleségül.

## Politikai karrierje
Kr. e. 75-ben Marcus Terentius Varro vádlójaként bukkant fel. Kr. e. 70-ben sógora, Lucius Licinius Lucullus seregében szolgált, és követségbe küldték II. Tigranész armeniai királyhoz, hogy adja ki a nála menedéket kereső VI. Mithridatész pontoszi királyt. Aedilisségra készülve Kr. e. 61-ben Hellaszban szobrokat és festményeket gyűjtött, ám végül a hivatal betöltése nélkül Kr. e. 57-ben azonnal praetor lett Lucius Calpurnius Piso Caesonius consul befolyásának köszönhetően. Ilyen minőségben titokban fivére, Clodius néptribunus pártját fogta Cicero ellenében, aki emiatt féltette is tőle helytartóskodó Quintus fivérét a tartományi visszaéléseket kivizsgáló praetortól. Cicero visszahívását nem ellenezte, viszont gladiátorokat bérelt fel és bocsátott az ezt megakadályozni próbáló testvére rendelkezésére. A szónok visszatérése után nyíltabb ellenségeskedésbe bocsátkozott vele.
Kr. e. 56-ban propraetorként Szardínia szigetét vezette, közben áprilisban részt vett az első triumvirátust megerősítő lucai találkozón. Kr. e. 54-ben Lucius Domitius Ahenobarbus társaként consuli rangot viselt. Pompeius közbenjárására megbékélt Ciceróval. A Syriából hazatérő Aulus Gabiniust a megvesztegetés reményében hazaárulással vádolta meg; szintén pénzszerzés reményében támogatta Caius Pomptinus igényét a triumphusra. A korrupció kollégáját is érintette: megállapodtak Caius Memmiusszal és Cnaeus Domitius Calvinusszal, hogy a következő évre nekik biztosítják a consuli hivatalt, consulként hamis tanúkkal állnak elő, hogy gazdag provinciát és hadvezetési jogot szerezzenek nekik hivatali évük végén. Kudarc esetén fejenként 400 000 sestertiust ígértek nekik. A botrányos ügyre fény derült, Pulcher pedig végül Kilikia és Ciprus helytartója lett két évre, és bár erre népgyűlési felhatalmazása nem volt, sikeres támadást indított az Amanosz hegyi népei ellen. Diadalára hivatkozva triumphust is akart tartatni.

## Pompeius pártján
A tartományban Cicero követte helytartóként, aki hivatali idejében szívélyes hangvételű levelet írt neki, ám Pulcher igyekezett elkerülni őt, és neheztelt rá, amiért több intézkedését felülvizsgálta. Rómába visszatérve diadalmenetét Publius Cornelius Dolabella megakadályozta, ám ellene hozott vádjait két veje, Pompeius és Brutus, valamint Hortensius támogatásának köszönhetően ejtették. Ekkor jelöltette magát censornak, és bár vesztegetéssel vádolták meg, ismét felmentették, és Kr. e. 50-ben Lucius Pisóval lehetett censor. Ilyen minőségben szigorúan járt el, sokakat – többek között Sallustiust is – kizárt a senatusból. Pompeius párthíveként és Caius Curio néptribunus ellenfeleként kivívta Caesar haragját, így annak Kr. e. 49-es támadásakor jobbnak látta elhagyni Itáliát. Pompeius mellett Hellaszba ment, amelynek a hadvezér megbízta a vezetésével; itt meglátogatta a delphoi jósdát, majd utasításainak engedelmeskedve Euboia szigetére vonult, ahol még a pharszaloszi csata előtt meghalt.
Kr. e. 59-től az auguri testület tagja volt, és a feljegyzések szerint hitt a jóslatokban és a különféle babonákban. A madárjóslásról könyvet is írt, amit Cicerónak ajánlott. A híradások szerint széles körű jogi és történelmi ismeretekkel rendelkezett, amellett Cicero szónoki képességeit is nagyra tartotta.

## Lásd még
- Servilius család